# Forenzní fotografie

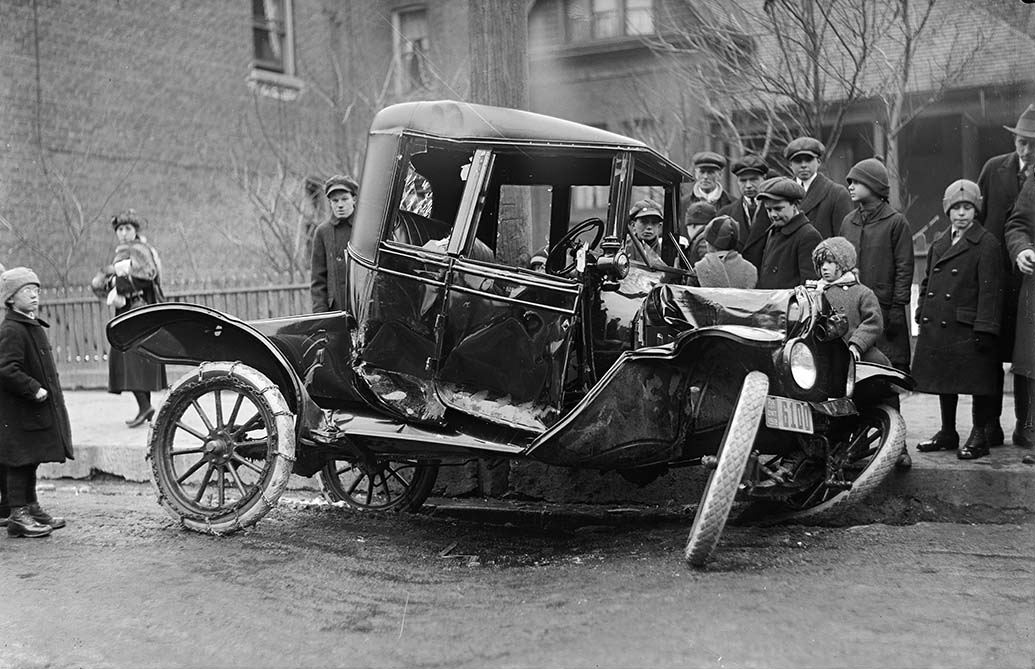
Autohavárie z roku 1918

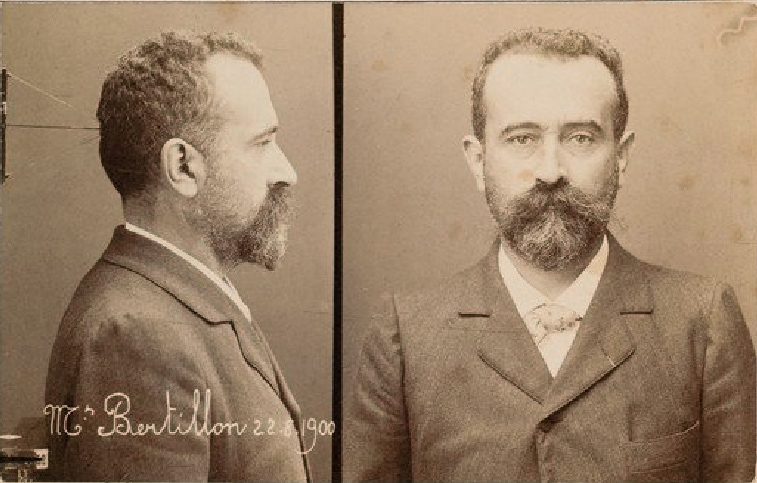
Alphonse Bertillon: Identifikační podobenka muže z profilu a zepředu

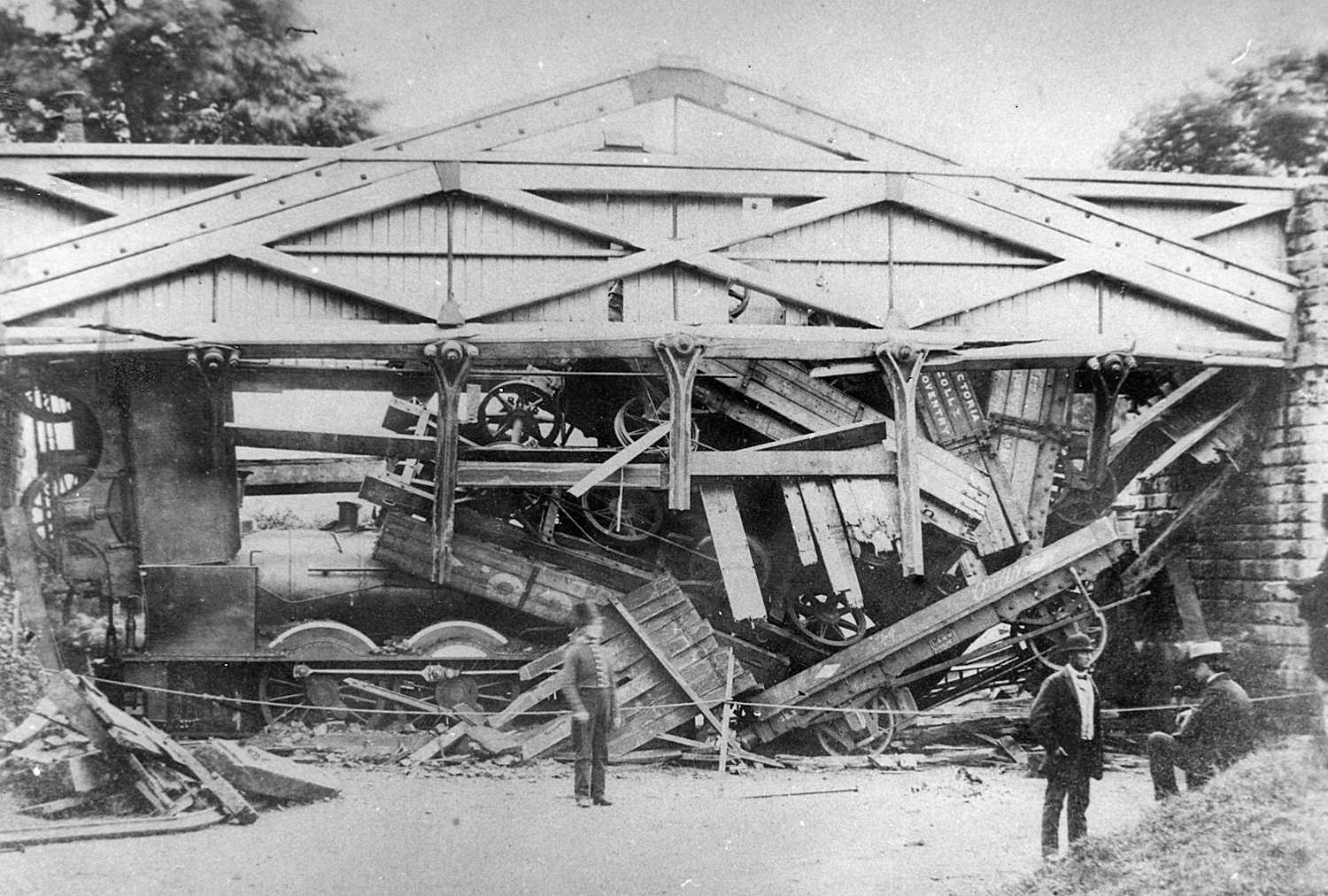
Havárie Wootonského mostu, 11. června 1861

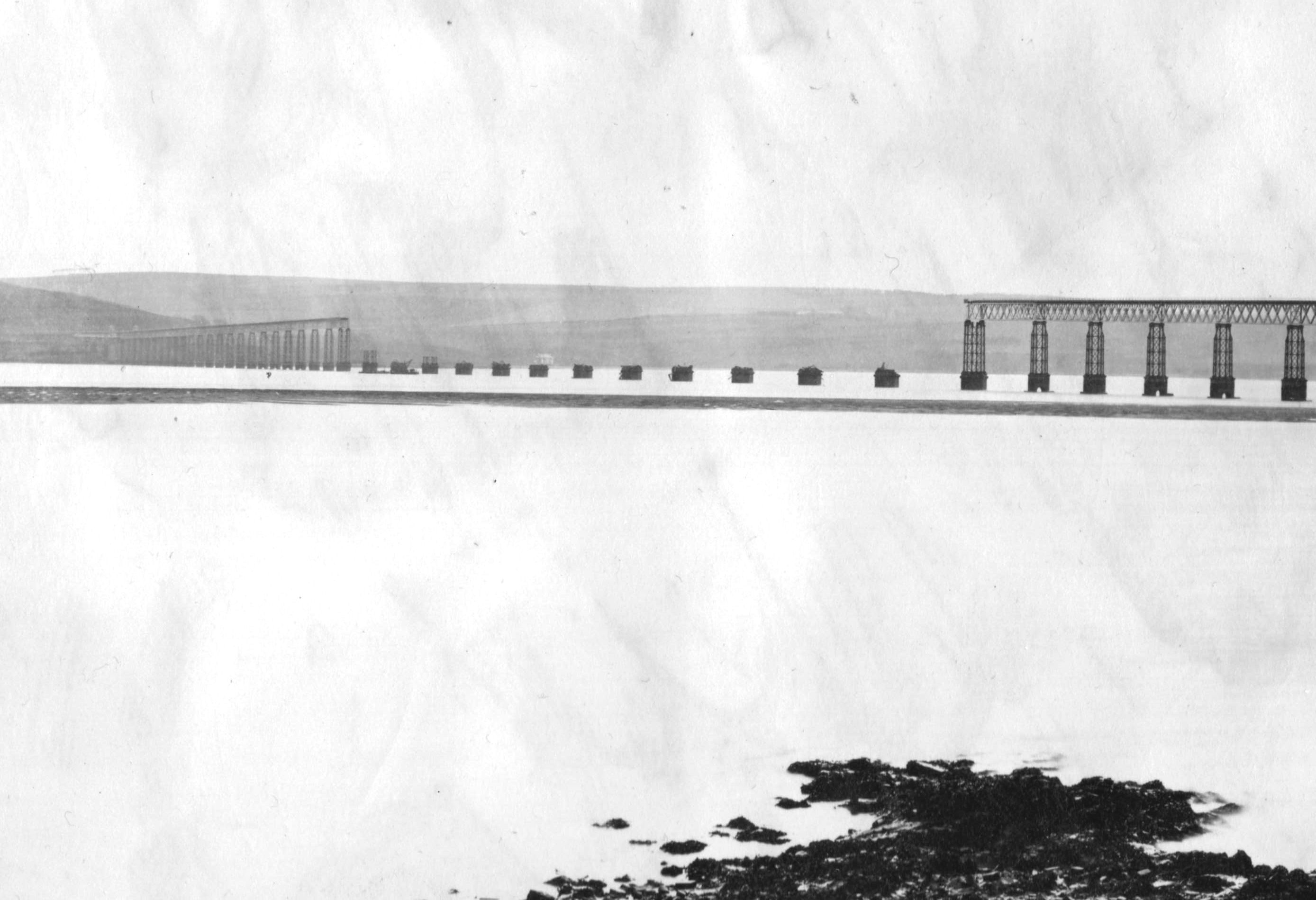
James Valentine: Havárie na mostu Tay bridge, 1880, forenzní fotografie

Forenzní fotografie (z lat. forensis, soudní, od forum = veřejné prostranství, kde se konaly soudy) nebo policejní fotografie je fotografický obor, který se zabývá vytvářením přesných reprodukcí činů, místa nebo nehody ve prospěch soudu nebo na pomoc při vyšetřování.

## Popis
Je součástí procesu shromažďování důkazů. Poskytuje vyšetřovatelům fotografie subjektů, objektů a předmětů, které jsou součástí trestné činnosti. Poskytuje například snímky poškozených strojů nebo škod na motorových vozech při dopravní nehodě a tak dále. Fotografie tohoto druhu zahrnuje výběr správného osvětlení, přesné volby vhodné optiky, nezkresleného úhlu pohledu (je akceptováno raději více pohledů). Často se při fotografování do obrazu vkládají měřítka tak, aby rozměry položky byly zaznamenány již na fotografii.
Policejní fotografie využívá portrétní fotografii k dokumentaci zadržených osob.

## Historie
Francouzský policejní důstojník Alphonse Bertillon v roce 1879 vyvinul obrazové standardy a systém frontálně-profilových fotografií, jejichž hlavním cílem byla věrnost skutečnosti. Založil antropometrii a použil ji poprvé pro identifikaci pachatelů. Některé jeho inovace jako standardizované fotografování pachatelů nebo systematické zpracování fotografií místa zločinu se používají v policejní práci dodnes. Jeho objev nepřímo vedl k vynálezu legitimační fotografie a posléze i k legitimaci.
Po katastrofě mostu Tay Bridge z 28. prosince 1879, se stala velmi známou společnost skotského fotografa Jamese Valentina, když byl pověřen pořídit fotografickou dokumentaci zbytků mostu pro vyšetřovací soud. Zaznamenal více než 50 vysoce kvalitních fotografií trosek, které využili u soudu svědci při poskytování svědectví. Snímky byly následně prodávány po celé zemi jako pohlednice. Fotografie byly také v poslední době (2003) opětovně zkoumány za použití digitálních metod, aby se ukázalo, proč se most zhroutil.

## Galerie

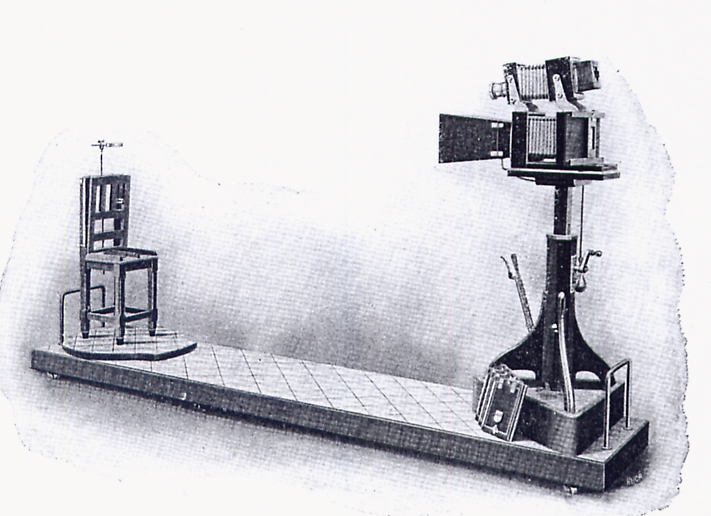
Bertillonův přístroj k pořizování portrétů
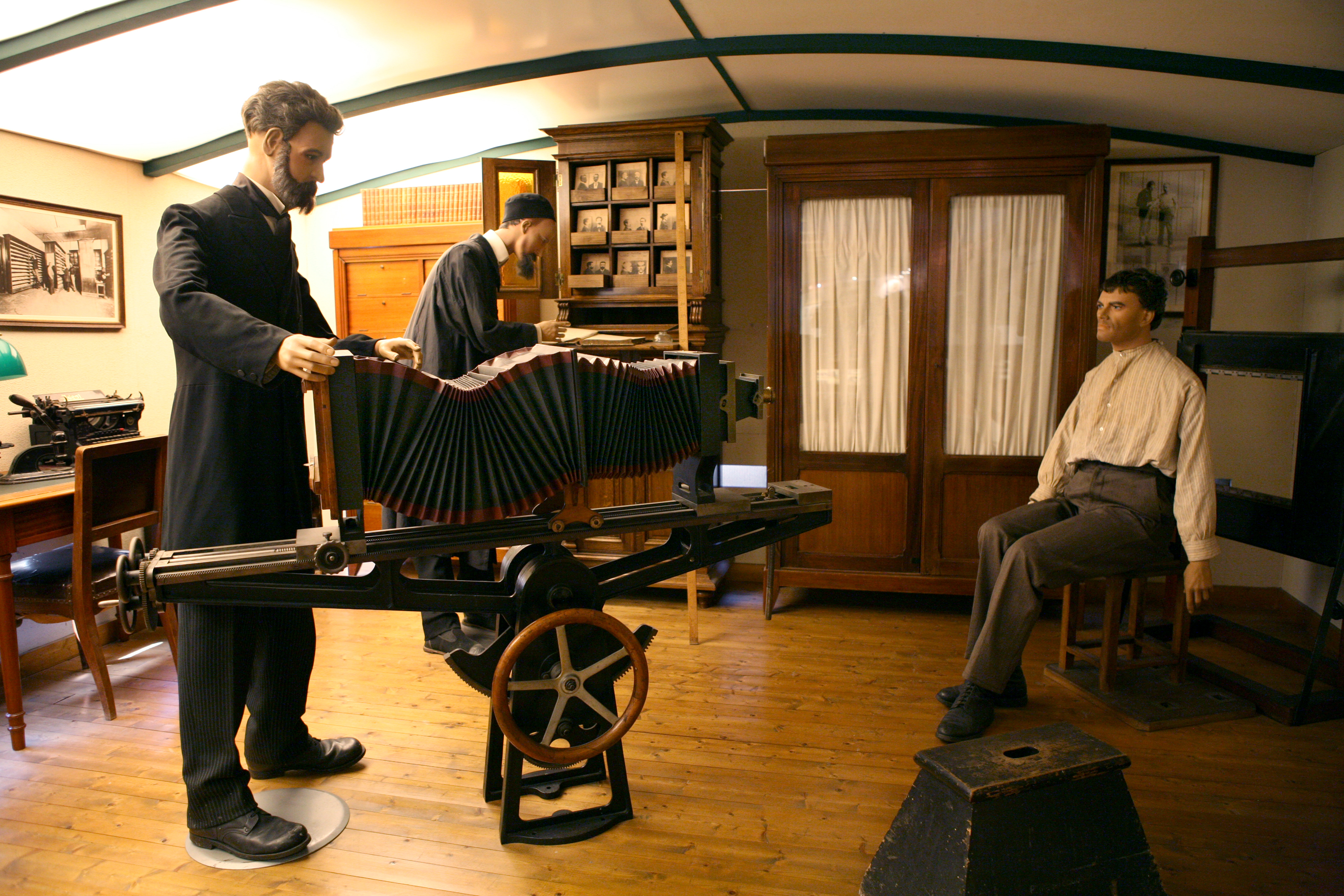
Bertillon portrétuje (policejní muzeum)
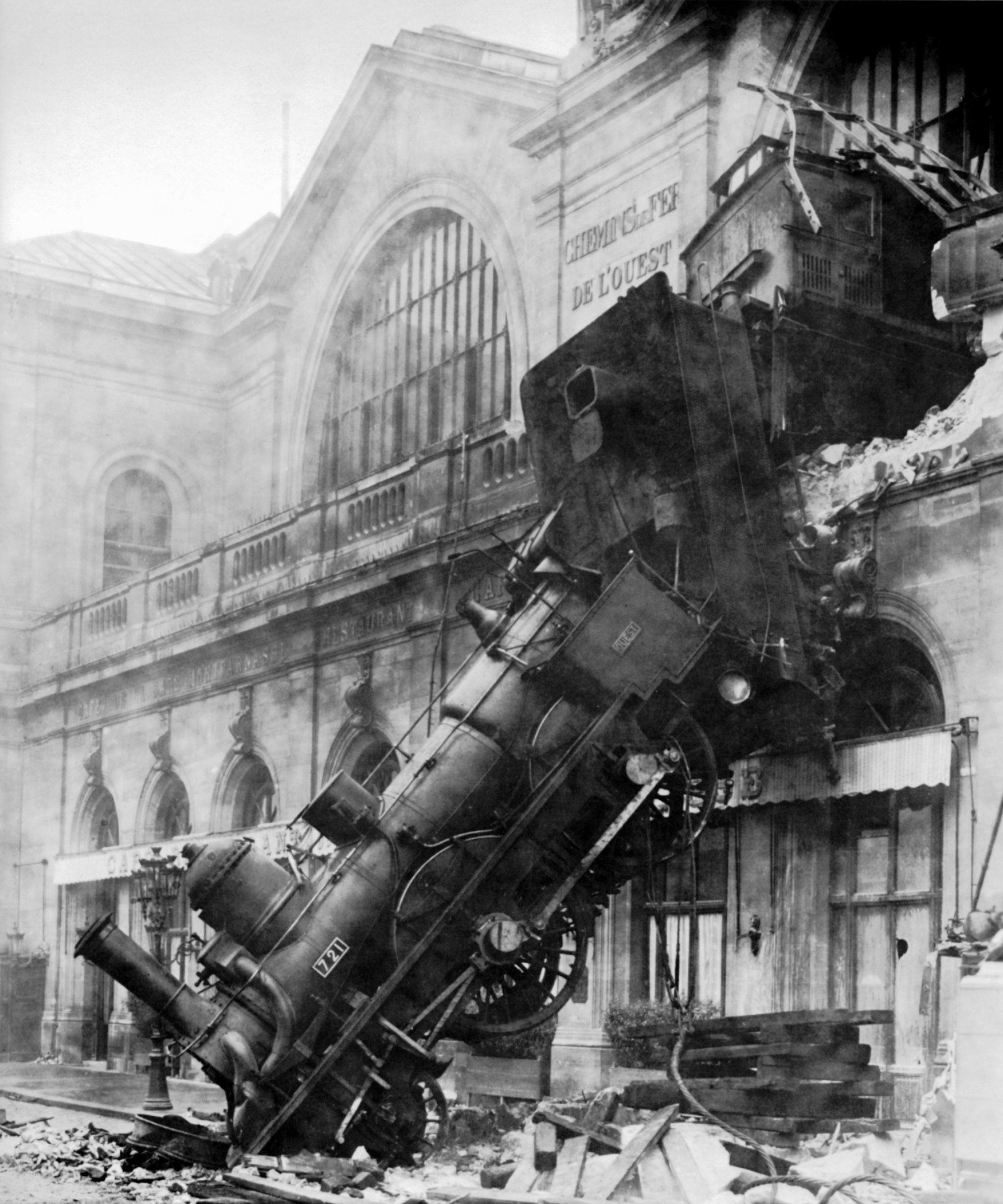
Studio Lévy and Sons: Havarovaný vlak na nádraží Montparnasse, 22. října 1895
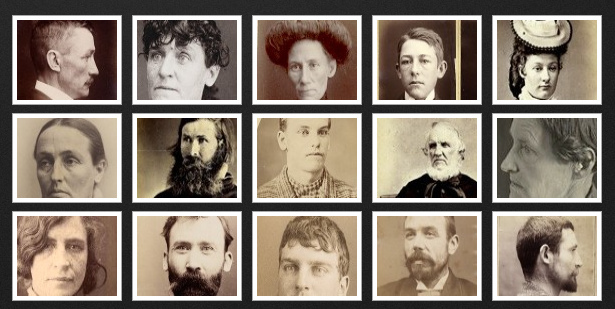
Vězni zařízení NSW z konce 19. a počátku 20. století.